# Idiastion kyphos
Idiastion kyphos és una espècie de peix marí pertanyent a la família dels escorpènids.
Fa 5,3 cm de llargària màxima. És un peix marí i d'aigües fondes que viu entre 439-622 m de fondària. Es troba al mar Carib.
És inofensiu per als humans.